# ویروس‌های آران‌ای دورشته‌ای
ویروس‌های RNA دورشته‌ای یا ویروس‌های dsRNA (به انگلیسی: Double-stranded RNA viruses) گروهی از ویروس‌ها هستند که دارای ژنوم‌های دورشته‌ای بوده که از ریبونوکلئیک اسید ساخته شده‌اند. ژنوم دورشته‌ای به عنوان یک الگو توسط RNA پلیمراز وابسته به RNA موجود در ویروس (RdRp) برای رونویسی یک RNA سنس مثبت (به عنوان RNA پیام رسان) جهت ترجمه در ریبوزوم‌های سلول میزبان (ساخت پروتئین‌های ویروسی) استفاده می‌شود. RNA سنس مثبت همچنین می‌تواند توسط آران‌ای پلیمراز وابسته به آران‌ای (RdRp) برای ایجاد یک ژنوم ویروسی دورشته‌ای جدید تکثیر شود.
ویژگی متمایز ویروس‌های dsRNA نسبت به دیگر ویروس‌ها توانایی آن‌ها در انجام رونویسی بخش‌های dsRNA درون کپسید است و آنزیم رونویسی کننده بخشی از ساختار ویریون (نه سلول میزبان) به‌شمار می‌رود.
ویروس‌های RNA دورشته‌ای به دو شاخه، دوپلورناویریکوتا و پیسوویریکوتا (به‌ویژه ردهٔ دوپلوپیویریسیت‌ها)، در فرمانروی ارتورناویره و دامنهٔ ریبوویریا طبقه‌بندی می‌شوند. این دو شاخه، جَد ویروسی با dsRNA مشترک نداشته و رشته‌های دوگانه خود را به صورت جداگانه از ویروس‌های RNA سنس مثبت تکامل داده‌اند (از دو نیای متفاوت و پس از تغییرات متعدد به یک طبقه‌بندی تبدیل شدند). در سیستم طبقه‌بندی بالتیمور، ویروس‌های dsRNA به گروه III تعلق دارند.
طبقه‌بندی ویروس‌های dsRNA بر اساس توانایی بیماری‌زایی در گونه‌های مختلف (جانوران، گیاهان، قارچ‌ها و باکتری‌ها)، تعداد بخش ژنوم (یک تا دوازده)، و سازماندهی ویریون (شماره T، لایه‌های کپسید یا زوائد) بسیار متفاوت هستند. ویروس‌های RNA دورشته‌ای شامل روتاویروس‌ها، که در سطح جهانی به‌عنوان عامل شایع گاستروانتریت در کودکان خردسال شناخته می‌شوند، و ویروس زبان آبی، پاتوژن مهم گاو و گوسفند (دامی)، هستند. خانواده رئوویریده بزرگ‌ترین و متنوع‌ترین خانواده ویروس‌ها dsRNA از نظر بیماری‌زایی چند گونه‌ای به‌شمار می‌رود.

## طبقه‌بندی
دو دسته از ویروس‌های dsRNA وجود دارد که شامل شاخه دوپلورناویریکوتا و رده دوپلوپیویریسیت‌ها (در شاخه پیسوویریکوتا) می‌شود. هر دوی این دسته‌ها در فرمانروی اورتورناویره در قلمرو ریبوویریا قرار دارند. تجزیه و تحلیل فیلوژنتیکی از RdRp نشان داده این دو کلاد دارای یک جد مشترک dsRNA نیستند، بلکه به‌طور جداگانه از ویروس‌های RNA تک رشته‌ای با سنس مثبت مختلف منشأ می‌گیرند. در سیستم طبقه‌بندی بالتیمور، که ویروس‌ها را بر اساس نحوه سنتز mRNA آن‌ها گروه‌بندی می‌کند، ویروس‌های dsRNA در گروه III قرار دارند.

### دوپلورناویریکوتا
دوپلورناویریکوتا اکثر ویروس‌های RNA دورشته‌ای از جمله رئوویروس‌ها، که طیف متنوعی از یوکاریوت‌ها را آلوده می‌کنند، و سیستو ویروس‌ها، که تنها ویروس‌های dsRNA شناخته شده برای آلوده کردن پروکاریوت‌ها هستند، را شامل می‌شود. جدای از RdRp، ویروس‌های موجود در دوپلورناویریکوتا کپسیدهای ایکوسادرال نیز دارند که حاوی ۶۰ همو یا هترودیمرِ پروتئین کپسیدی است که بر روی یک شبکه شبه T=۲ سازماندهی شده‌اند. این شاخه به سه دستهٔ چریموتیویریسیت‌ها که عمدتاً حاوی ویروس‌های قارچی و تک سلولی‌ای هستند، رسنتوویریسیت‌ها که رئوویروس‌ها در بر می‌گیرند، و ویداورویریسیت‌ها که حاوی سیستو ویروس‌ها هستند، تقسیم می‌شود.

### دوپلوپیویریسیت‌ها
رده دوپلوپیویریسیت‌ها دومین کلاد ویروس‌های dsRNA است و در شاخه پیسوویریکوتا قرار دارد. این رده حاوی ویروس‌های RNA تک رشته‌ای با سنس مثبت است. دوپلوپیویریسیت‌ها بیشتر گیاهان و قارچ‌ها را آلوده می‌کنند و خود شامل چهار خانواده به نام‌های آمالگاویریده، هیپوویریده، پارتیتیویریده، و پیکوبیرناویریده هستند.

## گونه‌های شناخته شده

### رئوویریده
رئوویریده در حال حاضر به ۹ سرده مختلف طبقه‌بندی می‌شوند. ژنوم این ویروس‌ها از ۱۰ تا ۱۲ بخش dsRNA تشکیل شده‌است که هر یک به‌طور خاص یک پروتئین را کد می‌کند. ویریون‌های بالغ بدون پوشش هستند. کپسیدهای آن‌ها که توسط پروتئین‌های متعدد تشکیل شده‌اند، تقارن ایکوسادرال دارند و عموماً در لایه‌های متحدالمرکز قرار گرفته‌اند.

#### اورتوویروس‌ها
اورتوویروس‌ها (رئوویروس‌ها) اعضای اولیه خانواده رئوویریده و نوع زائده دار آن هستند که حدود نیمی از سرده‌های این خانواده را تشکیل می‌دهند. مانند سایر رئوویریده، رئوویروس‌ها، بدون پوشش بوده و با پوسته‌های کپسید متحدالمرکز مشخص می‌شوند که یک ژنوم dsRNA قطعه بندی شده را محصور می‌کند. به‌طور خاص رئوویروس دارای هشت پروتئین ساختاری و ده بخش dsRNA است. برخی از مراحل بلوغ ویروس بدون پوشش و تغییرات ساختاری با ورود و تکثیر سلول میزبان همراه است. ساختار تقریباً تمام پروتئین‌های رئویوروس پستانداران (MRV)، که شناخته شده‌ترین ژنوتیپ مورد مطالعه است، بررسی شده‌اند. انجماد الکترونی (cryoEM) و کریستالوگرافی اشعه ایکس اطلاعات ساختاری زیادی در مورد دو سویه MRV خاص، نوع ۱ لنگ (T1L) و نوع ۳ دینگ (T3D) ارائه کرده‌اند.

#### سیپوویروس
ویروس‌های سیتوپلاسمی چند وجهی (CPVs) جنس سیپوویروس از خانواده رئوویریده را تشکیل می‌دهند. CPVها بر اساس اطلاعات ارسال الکتروفورتیکِ بخش‌های ژنوم، خود به ۱۴ گونه طبقه‌بندی می‌شوند. سیپوویروس فقط یک پوسته کپسید دارد که شبیه به هسته داخلی ارتورئوویروس است. CPV پایداری کپسیدی قابل توجهی را از خود نشان می‌دهد و به‌طور کامل قادر به رونویسی و پردازش RNA درون‌زا است. تاخوردگی‌های کلی پروتئین‌های CPV مشابه تاخوردگی‌های دیگر ریوویروس‌ها هستند؛ با این حال، پروتئین‌های CPV دارای حوزه‌های درج و ساختارهای منحصر به فردی بوده که به تعاملات بین مولکولی گسترده آنها کمک می‌کند. پروتئین زائده‌ای CPV حاوی دو حوزه متیلاز با یک تای پیچه‌ای جفت مارپیچ-ورقه‌ای β بسیار محفاظت شده اما فاقد فِلپ بشکه ای β موجود در ارتورئوویروسِ λ۲ است. انباشته شدن دامنه‌های عملکردی پروتئین زائده‌ای و وجود انقباضات و سنبله‌های A در امتداد مسیر آزادسازی mRNA مکانیسمی را ایجاد می‌کند که از منافذ و کانال‌ها برای تنظیم مراحل بسیار هماهنگ رونویسی، پردازش و انتشار RNA بهره می‌برد.

#### روتاویروس
روتاویروس شایع‌ترین علت گاستروانتریت حاد در نوزادان و کودکان خردسال در سراسر جهان است. این ویروس حاوی ژنوم dsRNA است و از خانواده رئوویریده به‌شمار می‌رود. ژنوم روتاویروس از یازده بخش dsRNA تشکیل شده که هر بخشِ ژنوم، یک پروتئین را کد می‌کند (به استثنای بخش ۱۱ که دو پروتئین را کد می‌کند). از میان دوازده پروتئین، شش پروتئین ساختاری و شش پروتئین غیرساختاری هستند. روتاویروس یک ویروس RNA دورشته‌ای بدون پوشش است.

#### ویروس زبان آبی
اعضای سرده اوربیویروس در خانواده رئوویریدهِ ویروس‌های منتقل شونده از بندپایان هستند و مسئول بیماری و مرگ و میر بالا در نشخوارکنندگان به‌شمار می‌روند. ویروس زبان آبی (BTV) که باعث بیماری در دام‌ها (گوسفند، بز، گاو) می‌شود، در سه دهه گذشته در خط مقدم مطالعات مولکولی قرار داشته و در حال حاضر شناخته شده‌ترین اوربیویروس در سطوح مولکولی و ساختاری هستند. BTV، مانند سایر اعضای خانواده‌شان، یک ویروس پیچه‌ای بدون پوشش با هفت پروتئین ساختاری و یک ژنوم RNA متشکل از ۱۰ بخش dsRNA با اندازه‌های مختلف است.

#### فیتورئوویروس‌ها
فیتورئوویروس‌ها جزو رئوویروس‌های بدون زائده هستند که پاتوژن‌های اصلی در کشاورزی، به‌ویژه در آسیا، به‌شمار می‌روند. یکی از اعضای این خانواده، ویروس کوتوله برنج (RDV)، به‌طور گسترده توسط کریومیکروسکوپ الکترونی و کریستالوگرافی اشعه ایکس مورد مطالعه قرار گرفته‌است. از این تحلیل‌ها، مدل‌های اتمی پروتئین‌های کپسید و مدل قابل قبول مونتاژ کپسید به دست آمده‌است. در حالی که پروتئین‌های ساختاری RDV هیچ شباهت توالی با سایر پروتئین‌ها ندارند، تاخوردگی‌ها و ساختار کلی کپسید آن مشابه سایر رئوویرده‌ها است.

### ویروس ساکارومایسس سرویسیه LA
ویروس dsRNA مخمر ساکارومایسس سرویسیه دارای یک بخش ژنومی منفرد ۴٫۶ کیلوبایتی است که پروتئین پوشش اصلی ۷۶ کیلودالتونی و یک پروتئین همجوشی ۱۸۰ کیلودالتون را کد می‌کند (پروتئین همجوش توسط تغییر چارچوب ریبوزومی -۱ تشکیل شده‌است). LA می‌تواند از تکثیر و کپسیداسیون در ذرات ویروسی جداگانه در هر یک از چندین dsRNA پشتیبانی کند، که هر کدام یک سم پروتئینی ترشحی و مصونیت نسبت به آن سم را رمزگذاری می‌کنند. LA با اختلاط سیتوپلاسمی دو سلول که در فرایند آلوده‌سازی (شناخته شده به نام جفت چسبی) اتفاق می‌افتد از سلولی به سلول دیگر منتقل می‌شوند. هیچ‌کدام به‌طور طبیعی از سلول آزاد نمی‌شوند یا با مکانیسم‌های دیگر وارد سلول نمی‌شوند، اما توانایی بالای جفت چسبی مخمر در سلول‌ها منجر به توزیع گسترده این ویروس در طبیعت شده است. با وجود این تفاوت‌های تکثیر ویروسی، شباهت‌های ساختاری و عملکردی ساکارومایسس با ویروس‌های dsRNA پستانداران، آن‌ها را در این دسته از ویروس‌ها قرار می‌دهد.

### ویروس بیماری بورس عفونی
ویروس بیماری بورس عفونی (IBDV) بزرگ‌ترین عضو از خانواده بیرناویریده هستند. این ویروس‌ها دارای ژنوم dsRNA دوبخشی بوده که در کپسیدهای ایکوسادرال تک لایه محصور شده‌اند. پروتئین کپسید IBDV ساختارهایی را می‌سازند که با پروتئین‌های کپسید برخی از ویروس‌های RNA تک رشته‌ای با سنس مثبت، مانند نوداویروس‌ها و تتراویروس‌ها شباهت‌هایی دارد. پوسته کپسید IBDV توسط تریمرهای VP2 (پروتئینی که با حذف پایانه-C از پیش ساز آن، pVP2، تولید می‌شود)، به وجود می‌آیند. پیرایش pVP2 بر روی ذرات ویرویون ویروس (ویروس نابالغ) به عنوان بخشی از فرایند بلوغ انجام می‌شود. پلیمراز وابسته به RNA کد شده در ویروس (VP1)، از طریق ارتباط با VP3 به کپسید وارد می‌شود. VP3 همچنین به‌طور گسترده با ژنوم dsRNA ویروسی تعامل دارد.

### باکتریوفاژ Φ۶
باکتریوفاژ Φ۶، عضوی از خانواده سیستوویریده است که باکتری سودوموناس (پی. سیرینگه بیماری‌زای گیاهی) را آلوده می‌کند. این ویروس دارای یک ژنوم RNA دورشته‌ای سه بخشی، قطعه‌بندی‌شده و مجموعاً ۱۳٫۵ کیلوبایت طول است. Φ6 و خویشاوندان آن دارای یک غشای لیپیدی در اطراف نوکلئوکپسید خود هستند که یک صفت نادر در میان باکتریوفاژها به شمار می‌رود. اگرچه این ویروس تحت شرایط خاصی تأخیر در لیز ایجاد می‌کند (به عنوان «حالت حامل» توصیف می‌شود)، اما همچنان نوعی فاژ لیتیک به حساب می‌آید.

## ضد ویروس‌ها
از آنجایی که سلول‌ها RNA دورشته‌ای در طول متابولیسم نوکلئیک اسید طبیعی تولید نمی‌شوند، انتخاب طبیعی باعث تکامل آنزیم‌هایی در سلول میزبان شده‌است که dsRNA را در هنگام تماس با siRNA‌ها، تخریب می‌کنند. شناخته شده‌ترین رده از این نوع آنزیم‌ها «دیسر» است. محققان امیدوارند بتوانند طیف وسیعی از ضد ویروس‌ها را برای مقابله با انواع ویروس‌ها و تخریب RNAهای دورشته‌ای آنها سنتز و تولید کنند.

### فهرست کتب
- Patton, John T., ed. (2008). Segmented Double-stranded RNA Viruses: Structure and Molecular Biology. Caister Academic. ISBN 978-1-904455-21-9.